# 美德加·艾维斯
美德加·艾维斯（Medgar Evers，1925年7月2日—1963年6月12日），是一位美国非裔美國人民權運動活动家和士兵，曾任美国有色人种协进会 (NAACP ) 驻密西西比州的首任外勤秘书。艾维斯是一名参加过第二次世界大战的美国陆军老兵，他致力于推翻密西西比大学的种族隔离制度 ，结束公共设施的种族隔离，并扩大非裔美国人的机会，包括執行选举权， 但后来被白人優越主義者拜伦·德·拉·贝克维斯暗杀。

## 生平

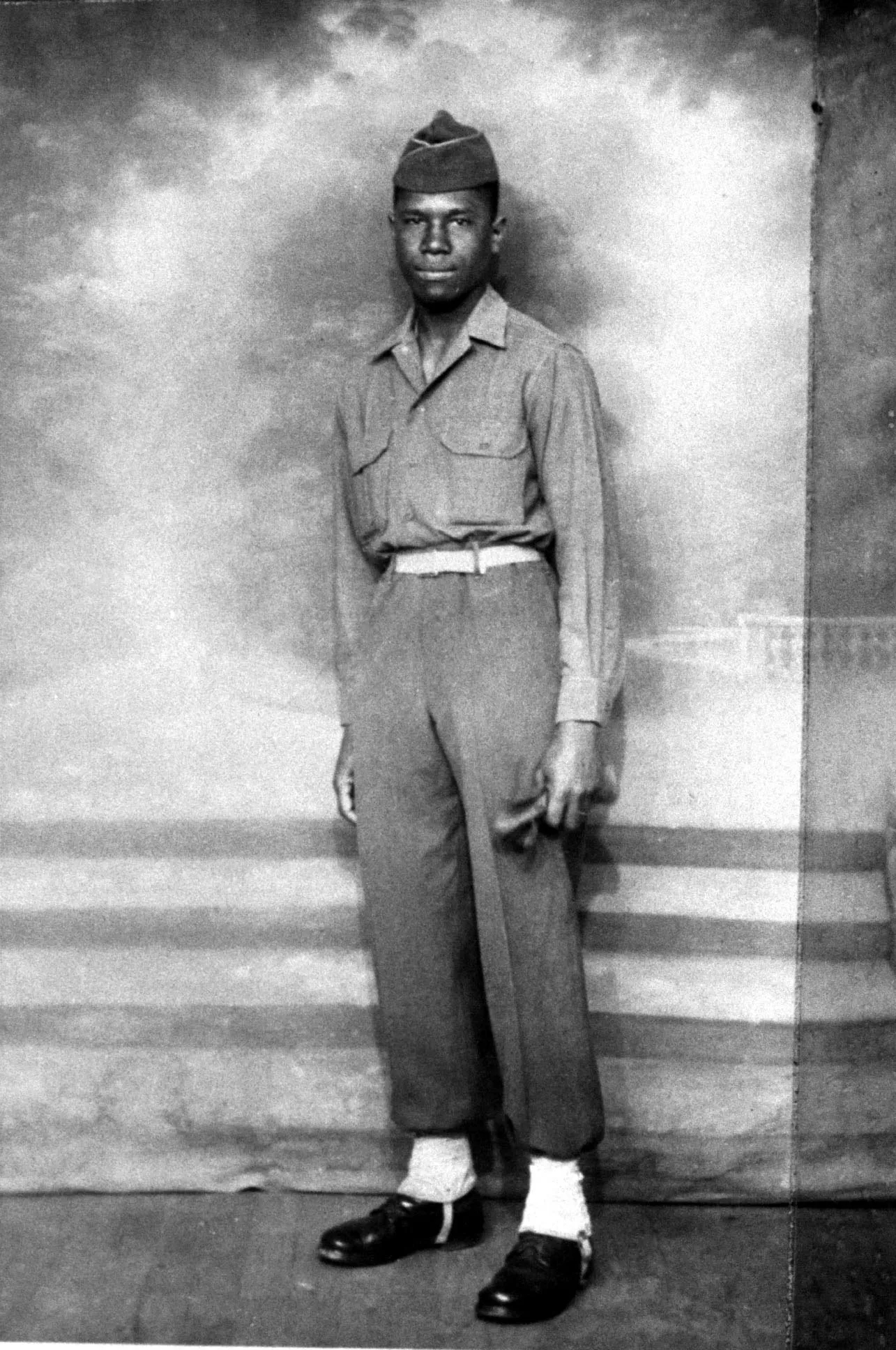
艾维斯在美國陸軍服役期間

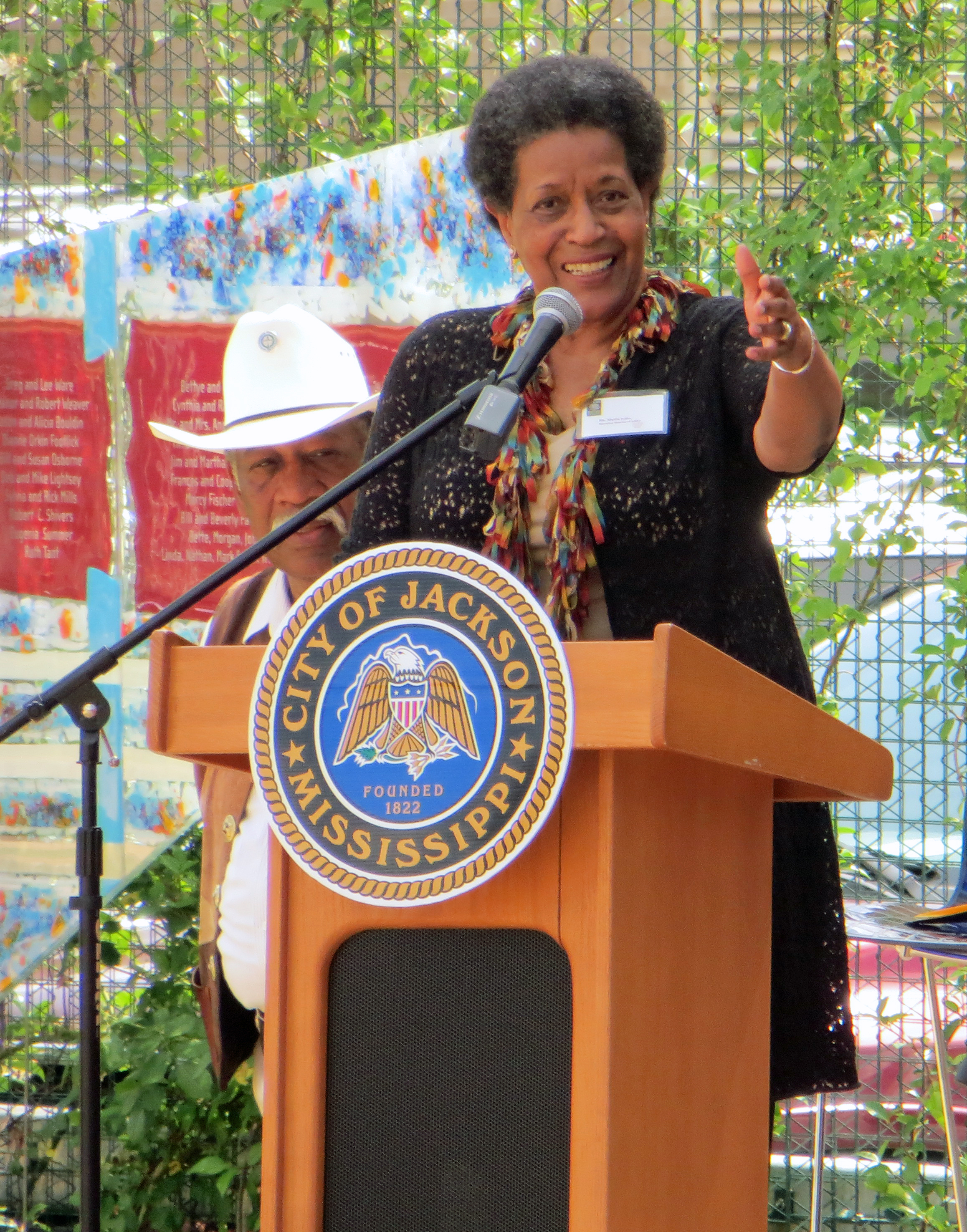
美德加·艾维斯(Medgar Evers) 的妻子麦莉·艾维斯-威廉姆斯 (Myrlie Evers-Williams) 於2013年拍攝的照片。

他于1925年7月2日出生在密西西比州第開特迪凯特的一个农场。。
他于1943年他自愿入伍，并于1945年被派往欧洲参加了诺曼底登陆战 。战争结束后，1946年以中士军衔离开了陆军光荣退役。
1948年，他就读于奥尔康农工学院，这是一所傳統黑人大學，1974年更名为奥尔康州立大学。艾维斯主修工商管理。 在那里，他与同校同学麦莉·刘易斯·比斯利结婚。他参加辩论、踢美式足球 、跑田径 、在合唱团唱歌，并当选为低年级班长。1952年，艾维斯获得文学学士学位 。毕业后，他搬到费城 ，开始从事保险推销员的工作，并且是全国有色人种协进会的成员。
1954年，他申请密西西比大学法学院但被拒绝，随后他搬到了州首府杰克逊，在那里成为了全国有色人种协进会密西西比分会的一名外勤秘书 。

## NAACP合作的活动
大学毕业后，艾维斯在1950年代积极参与民权运动 。1954年， 美国最高法院在 “布朗訴托皮卡教育局案”中裁定公立学校实行种族隔离违反宪法。此后，艾维斯对州立公立学校密西西比大学的种族隔离政策提出了质疑。由于密西西比州没有专门面向非裔美国人的公立法学院，他申请了该校的法学院。他还致力于争取选举权、经济机会、公共设施的使用权以及其他改变种族隔离社会的举措。1963年，艾维斯被追授全国有色人种协进会斯宾加恩奖章 。
他们组织运动，让黑人登记投票，举行示威活动，并抵制歧视黑人的企业。
他还协助调查了1955年8月黑人少年爱默特·提尔（Emmett Till） 的谋杀案。他对此案的报道引起了人们对全国有色人种协进会（NAACP）和白人公民委员会之间冲突的关注，艾维斯也因此成为密西西比州民权运动的领袖。

## 暗杀

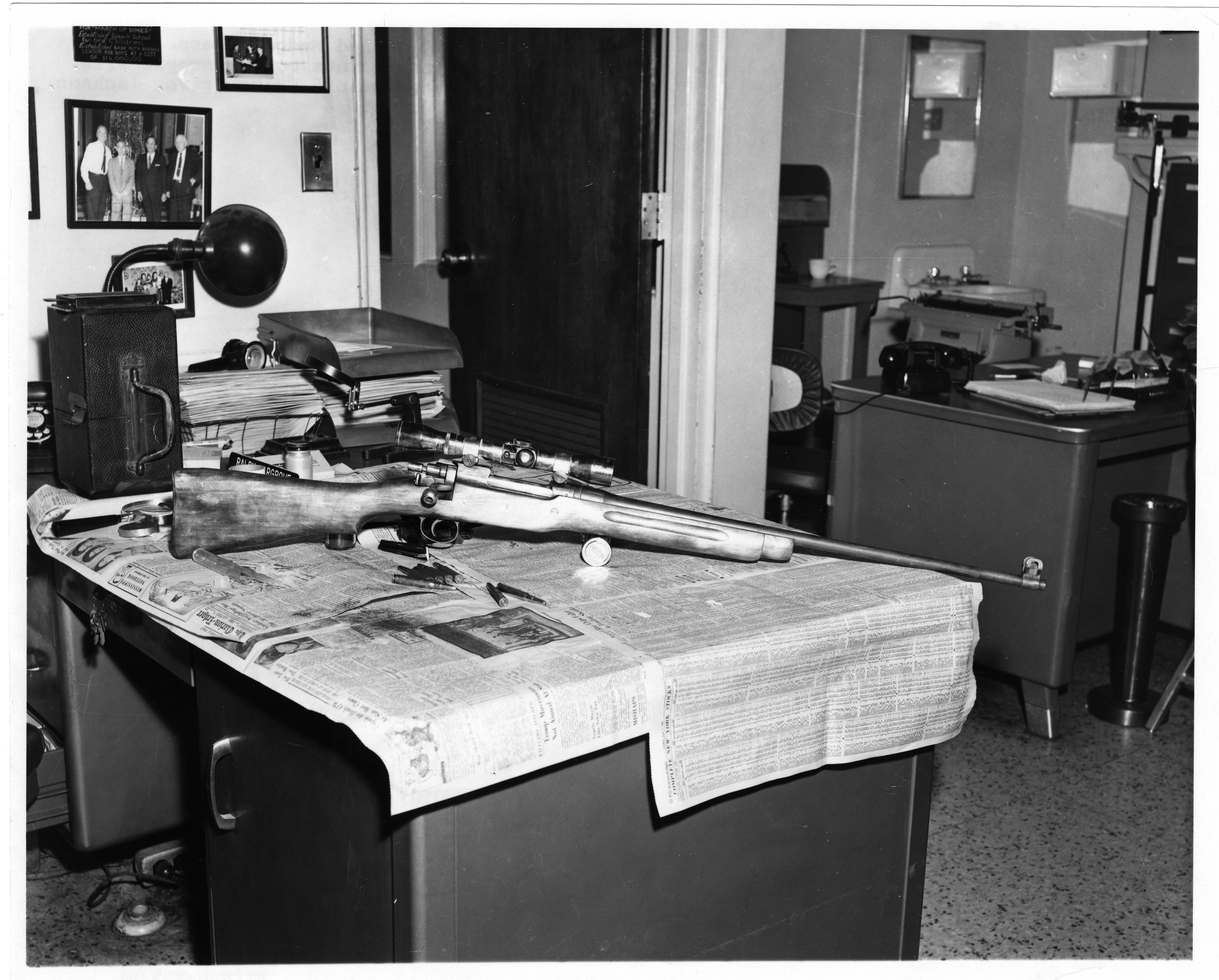
德拉·贝克维斯刺殺艾维斯時所使用的步槍

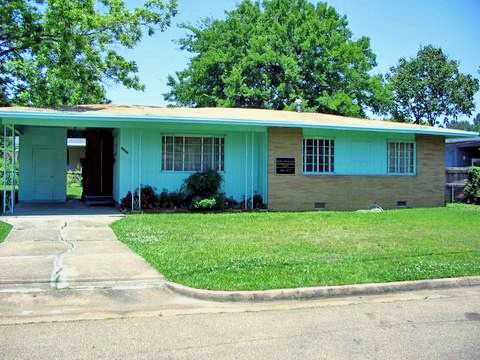
艾维斯的房子位於瑪格麗特沃克亞歷山大大道 2332 號，現在是美德加和麦莉·艾维斯故居國家紀念碑，美德加·艾维斯在這裡下車後被槍殺。

1963年，艾维斯在密西西比州杰克逊的家中（现为美德加和麦莉·艾维斯故居国家纪念碑 ）被杰克逊白人公民委员会成员拜伦·德拉·贝克维斯谋杀。
谋杀案和随后的审判激发了民权抗议。他的生平和死激发了无数艺术、音乐和电影作品的创作。尽管在1960年代对贝克维斯的头两次审判中， 全白人陪审团未能达成裁决，但他还是在1994年根据新证据被定罪。艾维斯的遗孀麦莉·艾维斯 （Myrlie Evers）凭借自身努力成为了一名著名的活动家，并担任全国有色人种协进会的全国主席。1969年，在民权立法和1965年《投票权法案》通过后，艾维斯的哥哥查尔斯·艾维斯当选为密西西比州费耶特市市长。他是后重建时代第一位当选密西西比州市长的非洲裔美国人。

## 遺產

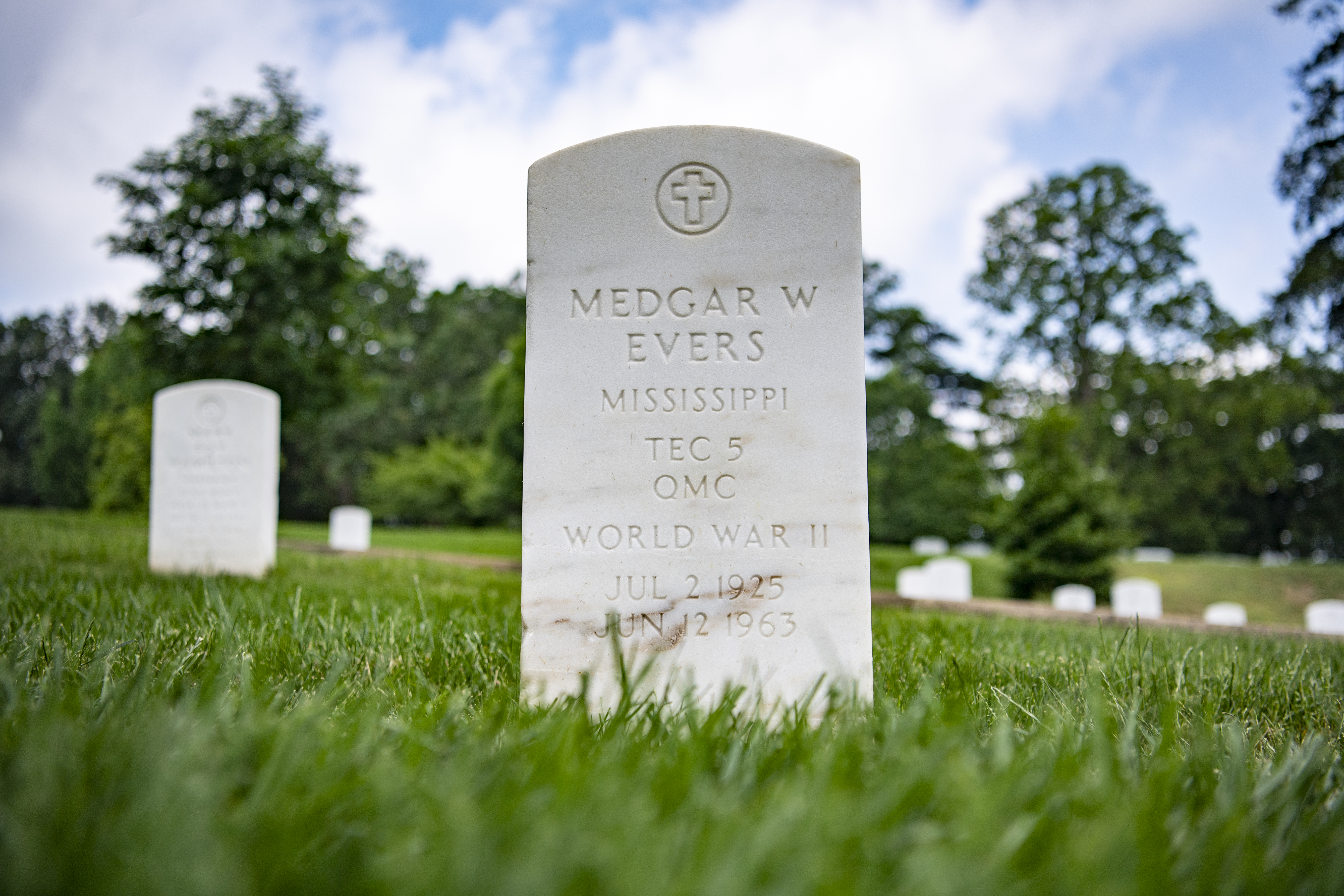
阿靈頓國家公墓的墓地

密西西比州和全國的著名作家詹姆斯·鲍德温（James Baldwin）、瑪格麗特·沃克（Margaret Walker）、尤多拉·韦尔蒂（Eudora Welty）和安妮·穆迪（Anne Moody）都都曾纪念过艾维斯。 1963年，艾维斯被NAACP追授Spingarn勳章。1969年，美德加·艾维斯學院在紐約布鲁克林区成立，成為紐約市立大學的一部分。
埃弗斯的遗孀麦莉·艾维斯与威廉·彼得斯于1967年合著了《为我们而活》（For Us, the Living） 。1983年， 一部电视电影根据该书改编 ，由小霍华德·罗林斯和艾琳·卡拉主演，分别饰演美德加和麦莉·艾维斯，在公共广播电视公司（PBS）播出。该片获得了美国编剧工会最佳剧情类改编奖。
1969年，华盛顿州西雅图中央区的一个社区游泳池以艾维斯的名字命名，以纪念他的一生。
1992年6月28日，密西西比州杰克逊市为艾维斯竖立了一座雕像。杰克逊市的整个三角洲大道（美国49号公路的一部分）也以他的名字重新命名。2004年 12月，杰克逊市议会将该市机场更名为杰克逊-美德加·威利·艾维斯国际机场（Jackson–Medgar Wiley Evers International Airport）， 以纪念艾维斯。